# Proguanil
Il  Proguanil cloridrato  è un principio attivo di indicazione specifica nella chemioprofilassi della malaria

## Storia
Conosciuto anche come cloroguanide deriva dalle biguanidi ed è stato scoperto nel 1945 in Inghilterra.

## Indicazioni
È utilizzato come medicinale per la profilassi o il trattamento della malaria. Per la profilassi antimalarica è usato in regime di monoterapia (Paludrine) o in combinazione con la clorochina, mentre per la cura è usato in combinazione con l'atovaquone (nel farmaco Malarone). Il proguanil si è dimostrato efficace sia contro il plasmodium falciparum che contro il plasmodium vivax.

## Controindicazioni
Risulta controindicato nell'insufficienza renale e in pazienti con ipersensibilità nota al farmaco.

## Dosaggi
In regime profilattico e di monoterapia viene somministrato a partire da una settimana prima della partenza della persona in luoghi endemici fino a quattro settimane dopo il ritorno. La dose raccomandata è:
- Adulti e bambini sopra i 14 anni, 200 mg al giorno per tutta la durata del trattamento
- Bambini da 9 a 14 anni, 150 mg al giorno
- Bambini da 5 a 8 anni, 100 mg al giorno
- Bambini da 1 a 4 anni, 50 mg al giorno
- Bambini di età inferiore a 1 anno, 25 mg al giorno

Come trattamento, in combinazione con atovaquone, il proguanil viene somministrato per tre giorni consecutivi con la seguente posologia:
- Adulti e bambini al di sopra dei 40 kg, 400 mg
- Bambini compresi tra 31 e 40 kg, 300 mg
- Bambini compresi tra 21 e 30 kg, 200 mg
- Bambini compresi tra 11 e 20 kg, 100 mg

## Farmacodinamica
Il proguanil dimostra una debole attività intrinseca, ma soprattutto è un profarmaco che viene attivato dal citocromo p450 dando la molecola attiva: il cicloguanil. In entrambi i casi esso agisce come inibitore della diidrofolato reduttasi, un enzima che è il responsabile del mantenimento di alti valori di tetraidrofolato, necessario per la sintesi di timidina e purina. L'inibizione della diidrofolato reduttasi causa quindi una diminuzione di tetraidrofolato con conseguente rallentamento della sintesi del DNA nel plasmodio che consegue nella morte dello stesso.

## Effetti indesiderati
Alcuni degli effetti indesiderati sono diarrea, vasculite, stomatite, colestasi.